# Coniopteryx (Xeroconiopteryx) meinanderi
Coniopteryx (Xeroconiopteryx) meinanderi is een insect uit de familie van de dwerggaasvliegen (Coniopterygidae), die tot de orde netvleugeligen (Neuroptera) behoort. 
Coniopteryx (Xeroconiopteryx) meinanderi is voor het eerst wetenschappelijk beschreven door Victor Johnson in 1981. De soort is vernoemd naar de Finse entomoloog Martin Meinander, die een specialist was op het vlak van netvleugeligen.
De soort komt voor in Arizona. Het holotype werd gevangen in de Dragoon Mountains in Cochise County.